# Purest of Pain
Purest of Pain je nizozemská melodicky deathmetalová hudební skupina založená v roce 2008 kytaristkou Merel Bechtold. Kapela, která byla v té době složena ze členů ve věku kolem 16 až 18 let, se postupně dostala ke skládání písní a v roce 2011 vydala debutový extended play Revelations in Obscurity. Ten ale byl podle Bechtold katastrofa, jelikož skupina „neměla ponětí, dělá“. Studiově si poté dali Purest of Pain pauzu a věnovali se jen koncertování po Nizozemsku, Bechtold navíc byla zaneprázdněná vystupováním s kapelami Delain, The Gentle Storm či MaYaN. Zároveň došlo také k obměně některých členů, včetně zpěváka. Debutovou studiovou desku Solipsis poté skupina vydala v roce 2018. Dle Bechtold ale Purest of Pain neplánují vystupovat na nějakých větších koncertních turné, a to hlavně z finančních důvodů.

## Sestava
- J.D. Kaye – zpěv
- Merel Bechtold – kytara
- Michael van Eck – kytara
- Frank van Leeuwen – basová kytara
- Joey de Boer – bicí

Bývalí členové
- Marten van Kruijssen – bicí
- Ilja van de Rhoer – zpěv
- Jop Engels – bicí
- Daan van Houten – kytara

## Diskografie
- Solipsis (2018)